# كريس يلوك
كريس يلوك (بالإنجليزية: Chris Willock)‏ (31 يناير 1998 في المملكة المتحدة - ) هو لاعب كرة قدم بريطاني في مركز الهجوم. لعب مع نادي أرسنال ونادي بنفيكا.

## وصلات خارجية
- كريس يلوك على موقع قاعدة بيانات كرة القدم.إي يو (الإنجليزية)
- كريس يلوك على موقع Soccerbase.com (لاعب) (الإنجليزية)
- كريس يلوك على موقع Soccerway.com (الإنجليزية)
- كريس يلوك على موقع عالم كرة القدم.نت (الإنجليزية)
- كريس يلوك على موقع AS.com (الإسبانية)